# Casa palau del Bisbe Beltrán
El Palau del Bisbe Beltrán a la Serra d'en Galceran, a la comarca de la Plana Alta, és un edifici residencial catalogat, dins del Pla General d'Ordenació Urbana, Bé de Rellevància Local segons la Disposició Addicional Cinquena de la Llei 5/2007, de 9 de febrer, de la Generalitat, de modificació de la Llei 4/1998, d'11 de juny, del Patrimoni Cultural Valencià (DOCV Núm. 5.449 / 13/02/2007); amb el codi: 12.05.105-005.
La Casa Palau del Bisbe es distribueix en planta baixa i dos pisos. El vestíbul, de paviment a força de còdols, dona al carrer Bisbe Beltrán, 5. La cuina, així com diverses habitacions, el pati interior i les escales d'accés al primer i segon pis estan en la planta baixa. Es va aixecar aquest edifici a l'últim quart del segle xviii i des d'aquest moment ha sofert diverses reformes per adaptar-ho a les diferents exigències d'habitabilitat. Es tracta d'un típic habitatge rural de la zona, però de família acomodada. Atès que el carrer en la qual s'eleva està en definició, la casa, que dona a dos carrers té accés posterior a l'altura del primer pis.